# Viber
Vajber (engl. Viber) je višeplatformska aplikacija zatvorenog koda za smart telefone koja omogućava trenutnu razmenu poruka i poziva preko Internet mreže.

## Istorijat
Viber Media je kiparska kompanija sa razvojnim centrom u Belorusiji i u Izraelu. Kompaniju je osnovao američko-izraelski preduzetnik Talmon Marko. Viber je prvo pušten u rad za Ajfon 2. decembra 2010. godine, kao direktni suparnik Skajpa. Početna verzija za Android pojavila se u maju 2011. godine, ali je bila ograničena na 50 000 korisnika, dok je verzija bez ograničenja puštena 19. jula 2012. godine. Vajber za Blekberi i Windows Phone uređaje pokrenut je 8. maja 2012. godine. Kako je dostigao 90 miliona korisnika 24. juna 2012. godine, dodati su servisi za Android i Ajfon platforme koji omogućavaju grupne poruke i mehanizme za razgovor visokokvalitetnog zvuka. Aplikacije za Nokijinu Seriju 40, Simbijan i Samsungovu Bada platformu su takođe najavljene istog dana. U početku, razgovori su bili dostupni samo za Ajfon i Android aplikacije, sa obećanjem da će mogućnost razgovora biti obezbeđen u sledećim verzijama aplikacije za Bada, Simbijan i Windows Phone, bez govora šta će biti sa Serijom 40 ili BlackBerry OS. Ovo ograničenje leži u tome što jezgro BlackBerry OS i Serije 40 nema podršku za VoIP aplikacije. Kao što je obećano, 22. septembra 2012. godine telefonski pozivi sa visokokvalitetnim zvukom i grupne poruke su dostupne za Windows Phone, ali samo za korisnike Nokije, što je bio deo ekskluzivnog partnerstva sa Nokijom.

## Karakteristike i funkcionalnosti
Vajber uključuje tekstualne, slikovne, audio i video poruke. Poruke mogu sadržati emotikone i statičke ili animirane "stikere" iz bogate raspoložive kolekcije "sticker market". Korisnički interfejs aplikacije sadrži karticu na dnu koja pruža mogućnost pristupa porukama, poslednjim pozivima, kontaktima, tastaturi i tipku za pristup dodatnim opcijama. Nakon instaliranja, Vajber kreira korisnički nalog koristeći samo broj telefona kao korisničko ime. On se sinhronizuje sa telefonskim imenikom, tako da korisnik ne treba da dodaje kontakte u odvojenom imeniku. Pošto su svi korisnici registrovani sa svojim brojem telefona, softver vraća sve korisnike Vajbera. 

## Prednosti Vajber aplikacije
Prednosti Vajber aplikacije su:
- besplatan: Komunikacija sa drugim Vajber korisnicima je besplatna. Sve što je potrebno je 3G ili Wi-Fi Internet konekcija. Naplaćuju se pozivi ka običnim (fiksnim ili mobilnim) telefonima kroz uslugu Viber Out[4], i deo stikera na Sticker Market-u[5]. U toku korišćenja aplikacije plasiraju se reklame[6].
- lak za upotrebu: dovoljno je da se preuzme Vajber aplikacija i mogu se besplatno slati poruke i zvati drugi Viber korisnici, bez aktiviranja, pravljenja korisničkog naloga ili bilo kog drugog protokola aktivacije.
- ponaša se kao običan telefon: Vajber koristi korisnikov broj mobilnog telefona i imenik, i istovremeno prikazuje ko od prijatelja koristi Vajber
- kvalitet zvuka: Vajberova najsavremenija tehnologija omogućava to da kvalitet zvuka čak bude i bolji od GSM-a ili običnog telefonskog poziva
- enkripcija: Komunikacija između korisnika je zaštićena metodom šifrovanja od kraja do kraja - poruke u dešifrovanom obliku se nalaze samo na krajnjim uređajima korisnika koji komuniciraju, a na svim usputnim čvorovima, uključujući i Vajberove servere su poruke šifrovane[7].

## Ugovor o korisničkoj licenci
Omogućeno je korišćenje Vajber aplikacije (ne prodaje se) samo pod uslovima korišćenja njene licence. Ukoliko proizvod ili uslugu prati poseban ugovor o licenci, u tom slučaju će se poštovati uslovi tog posebnog ugovora o licenciranju. Licenca je dodeljena korisniku, ograničena je na neprenosivu dozvolu korišćenja aplikacije na bilo kom mobilnom telefonu koji poseduje i korišćenje aplikacije prema navedenim uslovima i odredbama korišćenja. Ova licenca ne dozvoljava da korisnik koristi aplikaciju na mobilnom telefonu koji ne poseduje, a takođe ne sme distribuirati aplikaciju ili je učiniti dostupnom preko mreže. Ne sme da iznajmljuje, pozajmljuje, ili prodaje aplikaciju. Ne sme da je kopira, raščlanjuje, vrši obrnuti inženjering, rastavlja, pokušava da dobije izvorni kod, vrši izmene nad aplikacijom, bilo kompletne ispravke, ili bilo kog dela njih. Ako korisnik prekrši ovo ograničenje, može biti predmet krivičnog gonjenja. Uslovi dozvole korišćenja će biti na snazi tokom svih nadogradnji aplikacije, koje Viberu pružaju mogućnosti zamene i/ili dopune njihovih usluge, osim ako takvu nadogradnju ne prati druga licenca. U tom slučaju će se poštovati i primenjivati uslovi te licence.

### Prikupljanje podataka i informacija
Saglasnošću sa uslovima korišćenja licence, korisnici se slažu da Vajber prikuplja i koristi tehničke podatke i informacije, uključujući, ali ne ograničavajući ga na tehničke informacije o njihovom mobilnom telefonu, sistemskom i aplikativnom softveru, i periferije, koji se periodično prikupljaju u cilju omogućavanja softverskih ispravki proizvoda, podrške i drugih usluga koje omogućava aplikacija. Vajber može koristiti te informacije, sve dok su u formi koja korisnike ne identifikuje lično, i tako poboljšava usluge koje nudi.

### Trajanje licence
Licenca važi sve dok se ne prekine od strane korisnika ili Vajbera. Viber će prekinuti korisnikova prava nad ovom licencom, bez obaveštenja, ukoliko on prekrši neki od uslova korišćenja ove licence. Nakon prekida korišćenja licence, korisnik treba da prestane sa svakom upotrebom aplikacije, i uništi sve kopije aplikacije, u celini ili delimično.

### Uznemiravanje korisnika
Korisnici su saglasni da ne koristite usluge u cilju maltretiranja, zlostavljanja, pretnji, klevete ili na drugi način kojim bi narušili prava bilo koje druge stranke. U tom slučaju Vajber ni na koji način nije odgovoran za takvu upotrebu aplikacije od strane korisnika, niti za bilo kakav zlostavljajući, preteći, klevetnički, uvredljiv ili nezakonit sadržaj poruke koje budu primali kao rezultat korišćenja naših usluga.

### Dostupnost
Vajber ne garantuje da će usluge koje pruža biti dostupne za korišćenje na bilo kojoj lokaciji. Zadržava pravo da promeni, suspenduje, ukloni, ili onemogući pristup svojim servisima bilo kad bez prethodnog obaveštenja. Neće biti odgovoran za uklanjanje ili onemogućavanje pristupa svojim uslugama. Takođe, može se nametnuti ograničenja na korišćenje ili pristup njegovim uslugama bez prethodnog obaveštenja ili odgovornosti.

### Kvalitet usluge
Ne garantuje da neće postojati smetnje tokom korišćenja njihovih usluga ili prekidi i greške tokom korišćenja istih, kao i da greške u radu aplikacije ili pružanju usluga moraju biti ispravljene. Takođe nisu odgovorni za bilo kakve defekte koje proizvede korišćenje Vajber aplikacije, niti za troškove potrebnog servisiranja, popravku ili korekciju.

### Ograničenje odgovornosti
U meri u kojoj nije zabranjeno zakonom, ni u jednom slučaju Vajber neće biti odgovoran za lične povrede, ili bilo koje slučajne, posebne, indirektne ili direktno prouzrokovane štete, uključujući, bez ograničenja, štete za gubitak profita, gubitak podataka, prekid poslovanja ili bilo koja druga komercijalna oštećenja ili gubitke, nastale iz ili u vezi sa korisnikovim korišćenjem ili nemogućnošću korišćenja Vajber aplikacije, kako god da su izazvani, bez obzira na teoriju odgovornosti (ugovor, delikt ili drugo). Ni u jednom slučaju ukupna odgovornost Vibera prema korisnicima za sve štete (osim ako može biti tražena po važećem zakonu, u slučajevima koji uključuju lične povrede) neće prelaziti iznos od pedeset dolara (50,00 $). Navedena ograničenja će se primenjivati čak i ako gore navedeno pravno sredstvo ne ispunjava svoje osnovne svrhe(namene).

### Distribucija aplikacije
Korisnik ne može izvoziti licenciranu aplikaciju na način koji nije u skladu sa zakonima Sjedinjenih Država i zakonima jurisdikcije u kojoj je korisnik nabavio aplikaciju. Korišćenjem aplikacije korisnik je saglasan da neće koristiti ove proizvode u bilo koje svrhe zabranjene zakonima Sjedinjenih Država, uključujući razvoj, projektovanje, proizvodnju nuklearnog oružja, raketa, hemijskog ili biološkog oružja.

### Zaštita intelektualne svojine
Politika Vajbera je da se (1) blokira pristup ili uklone materijali za koje se smatra da su zaštićeni autorskim pravima, a koji su nezakonito objavljeni ili distribuirani od strane njihovih oglašivača, filijala, provajdera sadržaja, članova ili korisnika, i (2) ukloniti i prekine uslugu prestupnicima.

### Nadležnost nad krivičnim postupcima
Zakoni države Njujork regulišu ovu licencu i korisnikovo korišćenje aplikacije. Korisnik se prihvatanjem uslova korišćenja licence izričito slaže da sudovi u državi Njujork imaju isključivu nadležnost nad tužbama ili sporovima sa Vajberom ili u vezi sa korišćenjem aplikacije. Korišćenje aplikacije može biti predmet drugih lokalnih, državnih, nacionalnih ili međunarodnih zakona.

## Politika privatnosti
Kada korisnik instalira aplikaciju Vajber i registruje je na sajtu, od njega će biti traženo da dostavi broj svog mobilnog telefona i da Viberu omogući pristup imeniku mobilnog uređaja. Primerak brojeva telefona i imena u imeniku biće smešteni na njihovim serverima i jedino će se koristiti u sledeće svrhe: 
- da korisnika obaveštava kada njegovi kontakti postanu aktivni na Vajberu
- da korisnika obavesti koji od njegovih kontakata je već korisnik Vajbera
- da ispravno prikazuje naziv svakog kontakta koji se pojavljuje u korisnikovom imeniku od koga prima poziv
- ukoliko u budućnosti Vajber bude razvijao funkciju koja će koristiti te podatke u cilju sinhronizacije adresara više korisnikovih uređaja.[9]

Ako korisnik izbriše adresar sa Vajberovih servera, on će biti obrisan odmah i trajno. Korisnikov broj telefona će se koristiti za identifikaciju kao njegov korisnički ID Vajbera.
Vajber održava pamćenje detalja (engl. Call Detail Record) za svaki poziv sproveden na sistemu. To je industrijski standard evidencije koji koriste sve telefonske kompanije. Sve dnevnik analize se vrše u anonimnom agregatu.
Audio pozivi korisnicima se uspostavljaju direktno od korisnika do korisnika, ili, ako direktna veza nije moguća (zbog, na primer, zaštitnih zidova, engl. Firewall), Vajber serveri se koriste za prenos poziva. U tom slučaju informacije se prenose i na kratko čuvaju u RAM memoriji samo u cilju omogućavanja prenosa poziva do drugog korisnika. Ne evidentira bilo koji deo Vašeg poziva. 
Vajber neće deliti informacije o Vašoj lokaciji (ukoliko se odlučite da delite svoju lokaciju sa korisnikom ili grupom korisnika) i neće je koristiti u bilo koje svrhe, osim ako se to u nekom trenutku ne bude izričito tražilo od Vas.
Korisnik je isključivo lično odgovoran za informacije i bilo koji drugi sadržaj koji postavlja na dostupnim forumima. Vajber ne vrši kontrolu nad svim korisnicima i posetiocima sajta, i ni na koji način nije odgovoran za prikupljanje ili korišćenje informacija koje se mogu otkriti kroz forume.
Viberovi serveri mogu automatski da prikupljaju i podatke o Internet adresi koja ih posećuje. Ova informacija je poznata kao adresa Internet protokola ( IP adresa ). Kada zahtevate stranicu sa njihovog sajta, Vajber serveri mogu prijaviti Vašu IP adresu i, ako je moguće, vaše ime domena. Ta IP adresa se koristi da pomogne u identifikovanju Vas i da skuplja demografske informacije o članovima i korisnicima Vibera u celini, ali ne sadrži lične informacije.
Sajt može da sadrži linkove koji će Vas ostaviti na njihovom sajtu i omogućiti pristup drugom sajtu. Sajtovi povezani sa Vajber sajtom nisu pod njihovom kontrolom i moguće je da ti sajtovi imaju drugačiju politiku privatnosti. Vajber apeluje da korisnici budu oprezni kada unose bilo kakve lične informacije. Ne snose nikakvu odgovornost niti obavezu za druge sajtove. Vajber koristi Google analytics u cilju procene koliko se sajt i aplikacija koriste, a sve u cilju poboljšanja kvaliteta usluga.
Vajber ne iznajmljuje, ne prodaje, i ne deli informacije o korisniku sa bilo kojim trećim licem. Može otkriti Vaše lične podatke u skladu sa zakonom, ako veruje da je takav postupak neophodan radi zaštite i odbrane prava ili imovine Vajbera ili ukoliko deluje u cilju zaštite lične sigurnosti korisnika njihovih usluga ili članova javnosti. Mogu obelodaniti informacije o Vama, ako se utvrdi da je to otkrivanje informacija neophodno za nacionalnu bezbednost, sprovođenje zakona, i druga pitanja od javnog značaja.
Iako ne mogu da garantuju da lični podaci neće biti predmet neovlašćenog pristupa, postoje fizičke, elektronske i proceduralne mere zaštite u cilju zaštite ličnih podataka. Lični podaci se čuvaju na njihovim serverima i zaštićeni su obezbeđenom mrežom kojoj je pristup ograničen na nekoliko ovlašćenih radnika i osoblja. Međutim, nijedan metod prenosa preko Interneta, ili metod elektronskog skladištenja, nije 100% siguran.
U slučaju da Vajber kompanija prolazi kroz poslovne tranzicije, kao što su spajanja, pripajanja nekoj drugoj kompaniji, ili prodaja celokupne ili dela imovine, lični podaci će verovatno biti međusredstva koja se prenose. Kao deo takve transakcije novi entitet će biti u obavezi da obezbedi isti nivo zaštite Vaših ličnih podataka kao što je opisano u Ugovoru o privatnosti. Ako ne mogu da garantuju takvu obavezu, neće se izvršiti tranzicija poslovanja.
Ako želite da u potpunosti izbrišete svoj nalog, možete da odete na karticu "Više" u Vajber aplikacija, i izaberete "Deaktiviraj nalog" opciju. Imajte na umu da ćete u ovom slučaju ukloniti i podatke iz Vajbera, i deaktivirate Vajber aplikaciju na uređaju.

## Vajber i na računaru
Odnedavno je Viber aplikacija dostupna i za računare. Makintoš i PC korisnici, osim na svojim mobilnim telefonima, sada mogu da Vajberuju i preko računara, uz video pozive i HD kvalitet zvuka.

### Mogućnosti
Vajber aplikacija za računare ima sve mogućnosti kao i aplikacija za telefone. Neke od mogućnosti su:
- HD kvalitet poziva,
- video pozivanje,
- slanje poruka, uključujuću i slike, emotikone, animacije,
- četovanje sa više korisnika istovremeno,
- sinhronizacija sadržaja mobilne i Vajber aplikacije na računaru,
- prebacivanje poziva sa računara na telefon i obrnuto.[10]

## Spoljašnje veze
- Zvanični veb-sajt
- Mobilne aplikacije
- Download Viber aplikacije